# Blaps emondi
Blaps emondi – gatunek chrząszcza z rodziny czarnuchowatych i podrodziny Tenebrioninae.
Gatunek ten został opisany w 1848 roku przez Antoine'a Josepha Jean Soliera. Klasyfikowany jest w grupie gatunków B. emondi, rozsiedlonej od Maroka, przez północną Algierię po Tunezję. Zgodnie z wynikami badań przeprowadzonych przez Condamine'a i współpracowników w 2013 roku zajmuje on pozycję siostrzaną do B. debdouensis, a linie ewolucyjne tych gatunków rozeszły się około 3 mln lat temu.
Blaps emondi jest żywicielem pośrednim nicieni Gongylonema scututem oraz G. pulchrum.
Chrząszcz ten jest endemitem Atlasu, znanym z Maroka i Algierii, szeroko rozprzestrzenionym w Atlasie Tellskim, od wschodu do zachodu.